# Apatania zonella
Apatania zonella is een schietmot uit de familie Apataniidae. De soort komt voor in het Palearctisch en het Nearctisch gebied.